# Mausoleum van Safdarjung

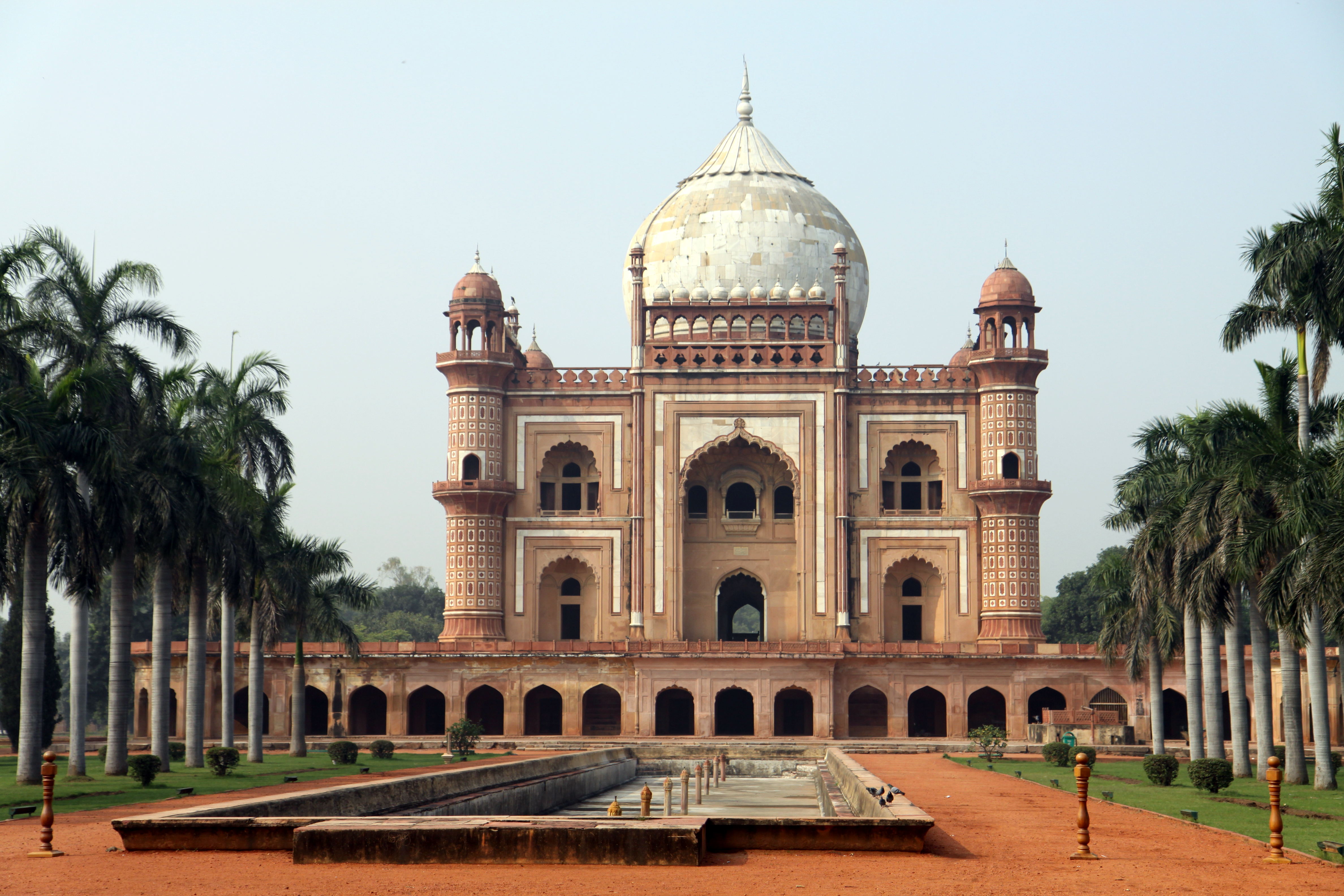
Mausoleum van Safdar Jung

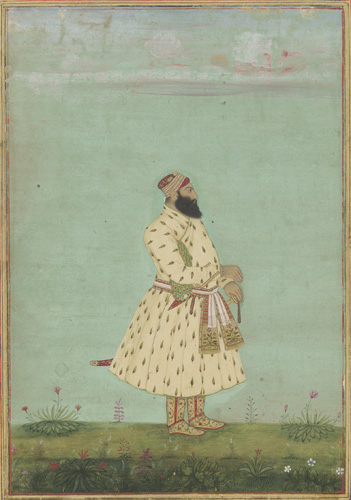
Safdar Jung

Het Mausoleum van Safdarjung is een mausoleum in New Delhi in India. Het werd gebouwd in 1754 in de stijl van de Mogol-architectuur en werd beschreven als de laatste fase van de Mogol-architectuur. De bovenste verdieping van het gebouw huisvest de Archaeological Survey of India. De tuin, in de stijl ontwikkeld door het Mogol Rijk en nu bekendstaat als de Mogal-tuinstijl beïnvloed door de Perzische tuinenstijl, wordt betreden via een sierlijke poort. De gevel is versierd met uitgebreide gipspatronen.
Het mausoleum heeft zijn naam gegeven aan Safdarjung Airport, Safdarjung Road, Safdarjung Terminal, Safdarjang Hospital en plaatsen zoals de Safdarjung Enclave en Safdarjung Development Area (SDA), die alleen dichtbij in New Delhi gelegen zijn.

## Beschrijving
Het mausoleum werd gebouwd voor Safdar Jung, de machtige premier van Muhammad Shah van 1719 tot 1748. Het centrale graf heeft een grote koepel. Er lopen vier kanalen die leiden naar de vier gebouwen. Een is een geornamenteerde poort, terwijl de andere drie paviljoens zijn, met woonkwrtieren in de muur gebouwd. Op de hoeken bevinden zich achthoekige torens. De kanalen zijn vier langwerpige tanks, een aan elke kant van het graf.

## Galerij

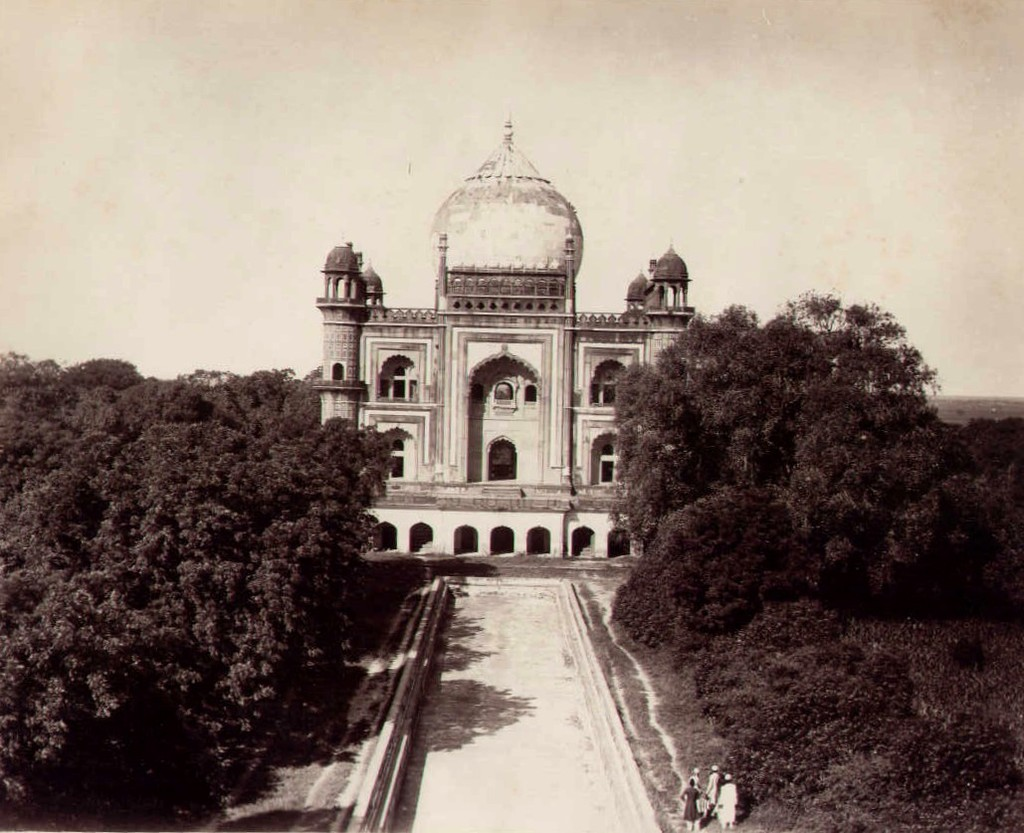
Het mausoleum in 1870
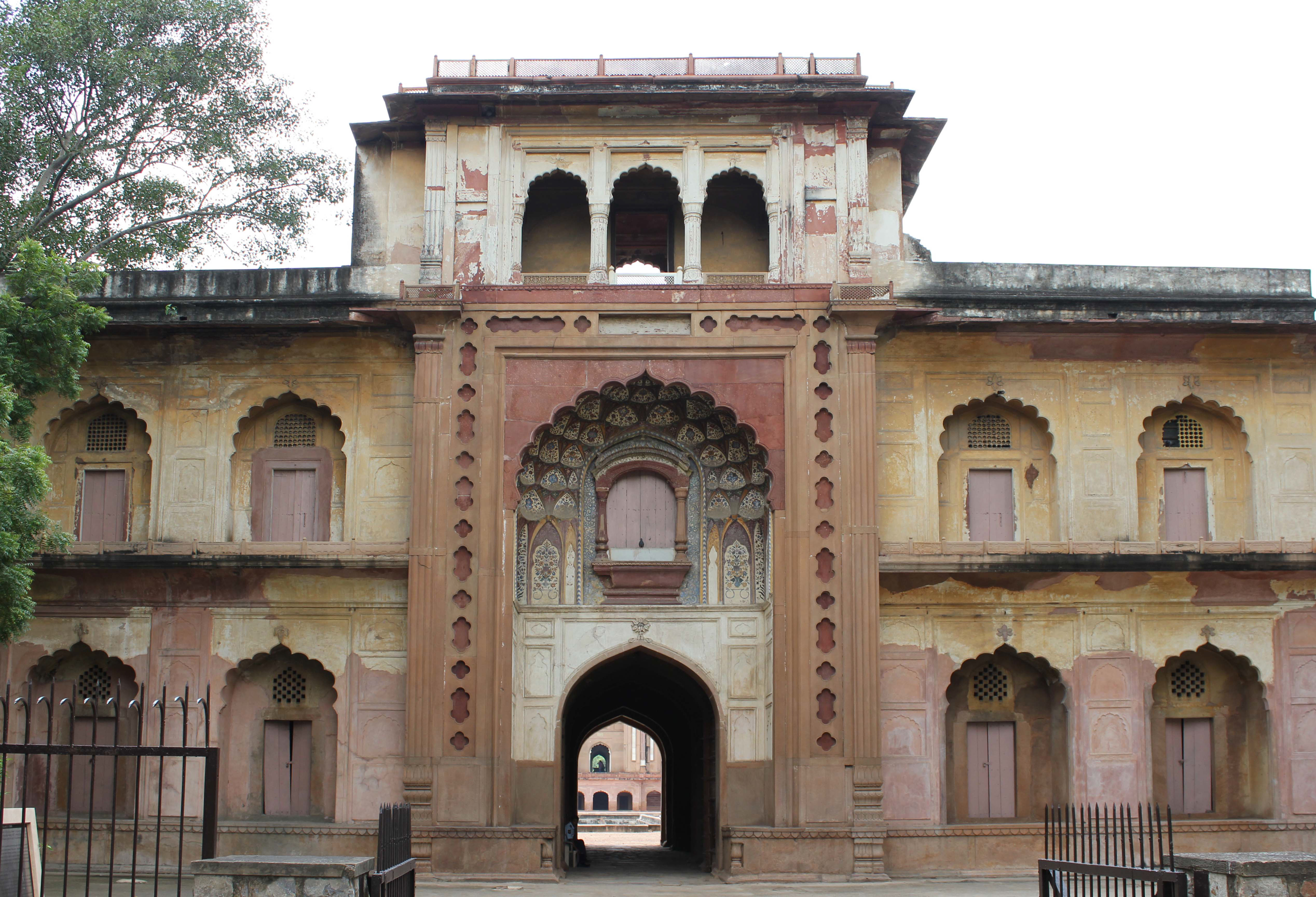
Toegangspoort
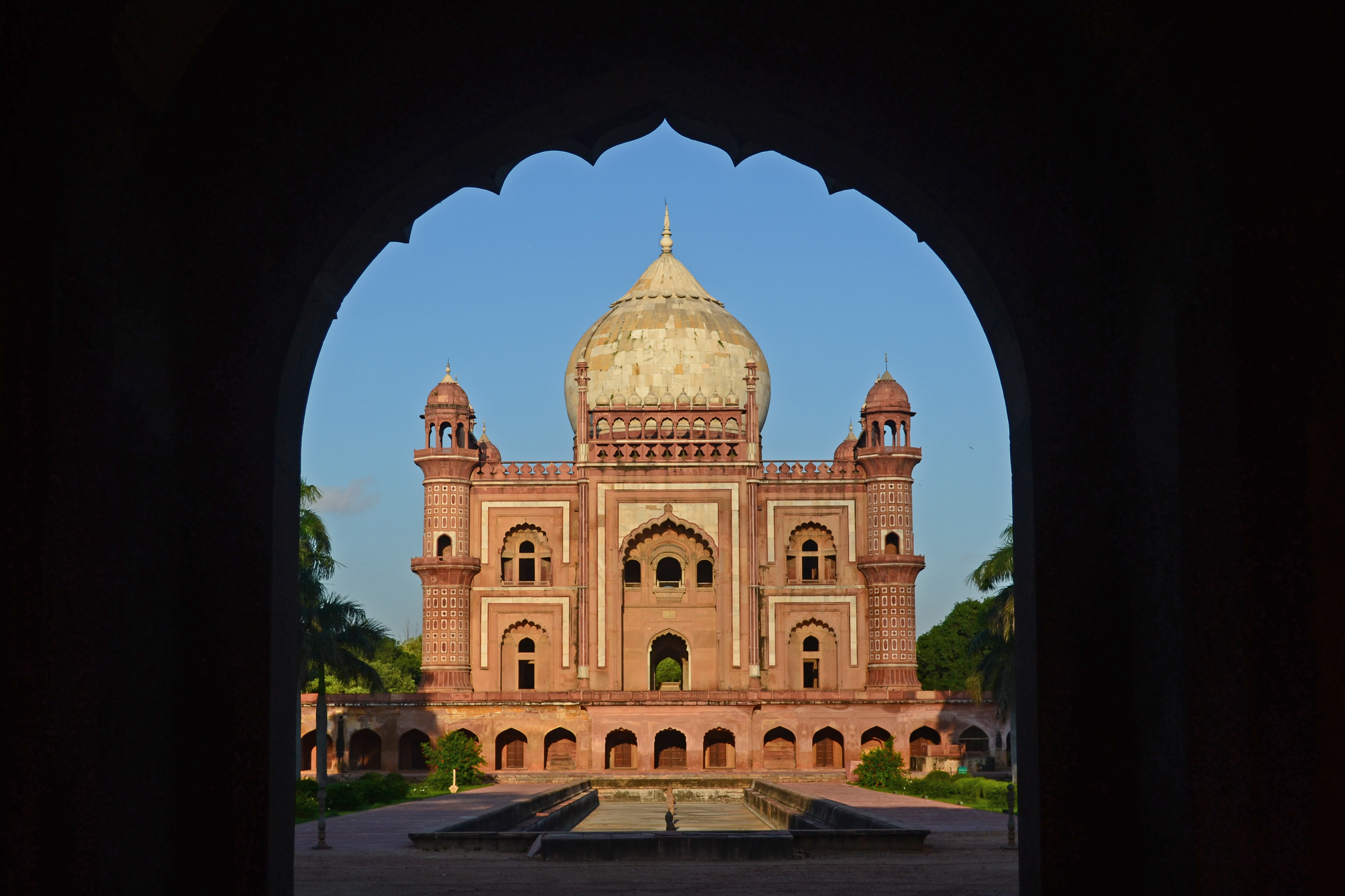
Het mausoleum gezien door de poort
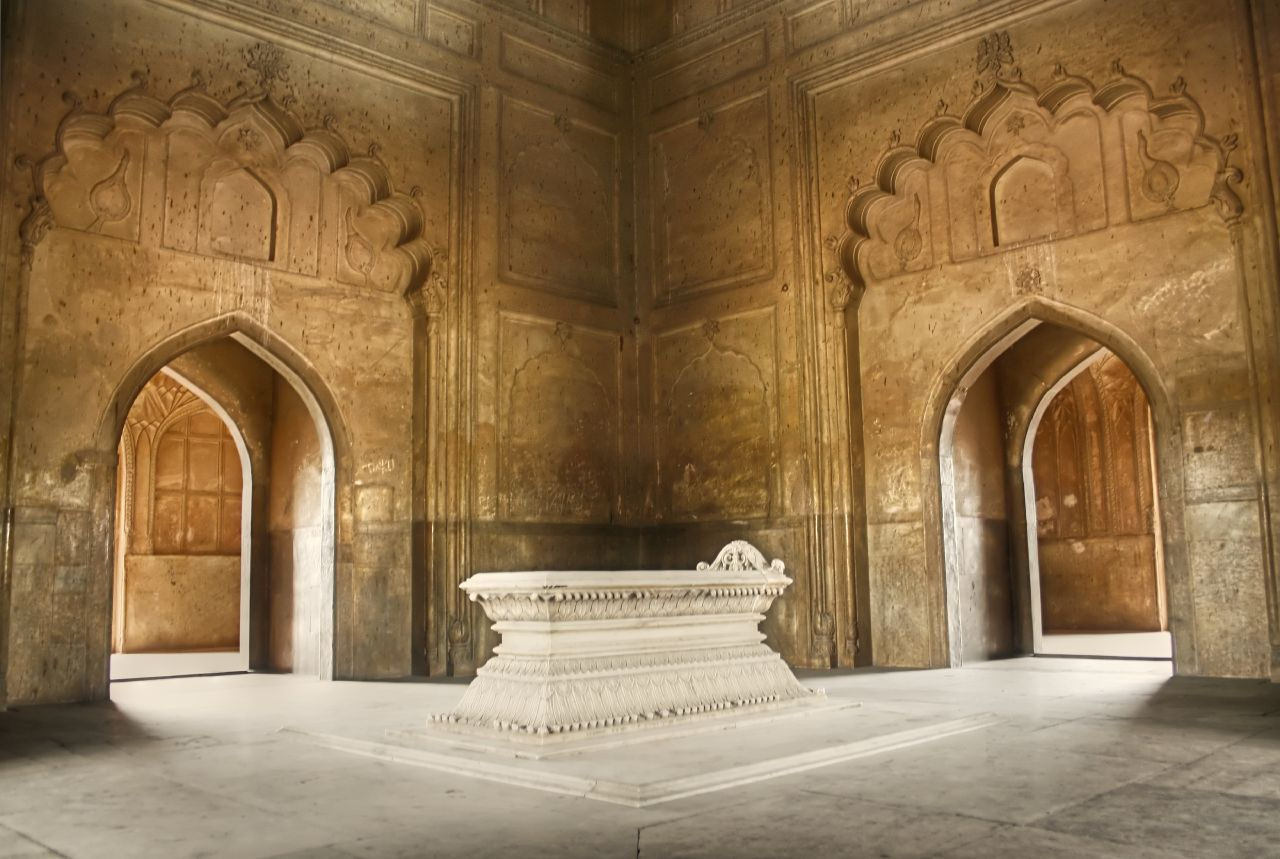
Grafmonument in het mausoleum
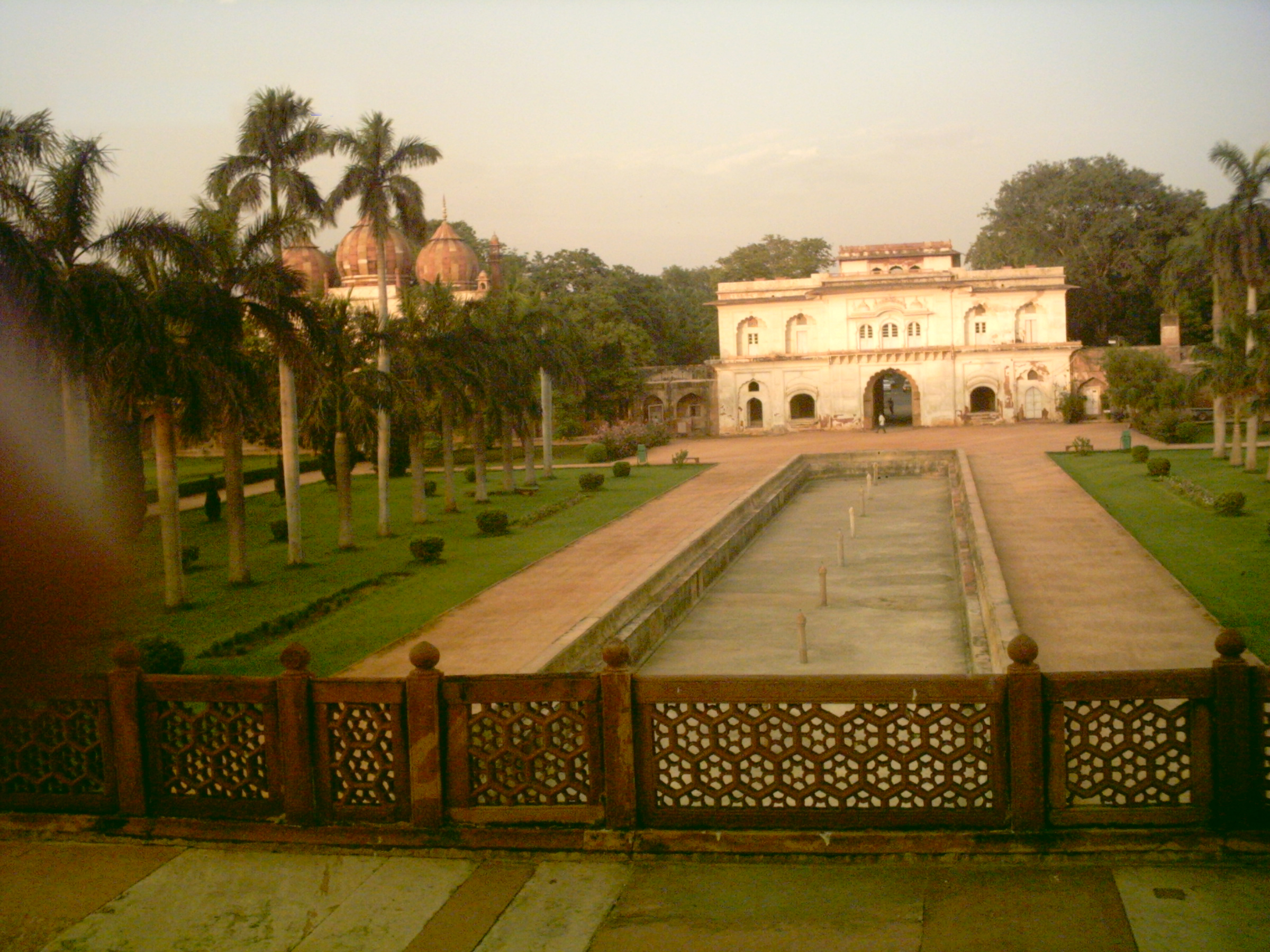
De toegangspoort gezien vanaf het monument
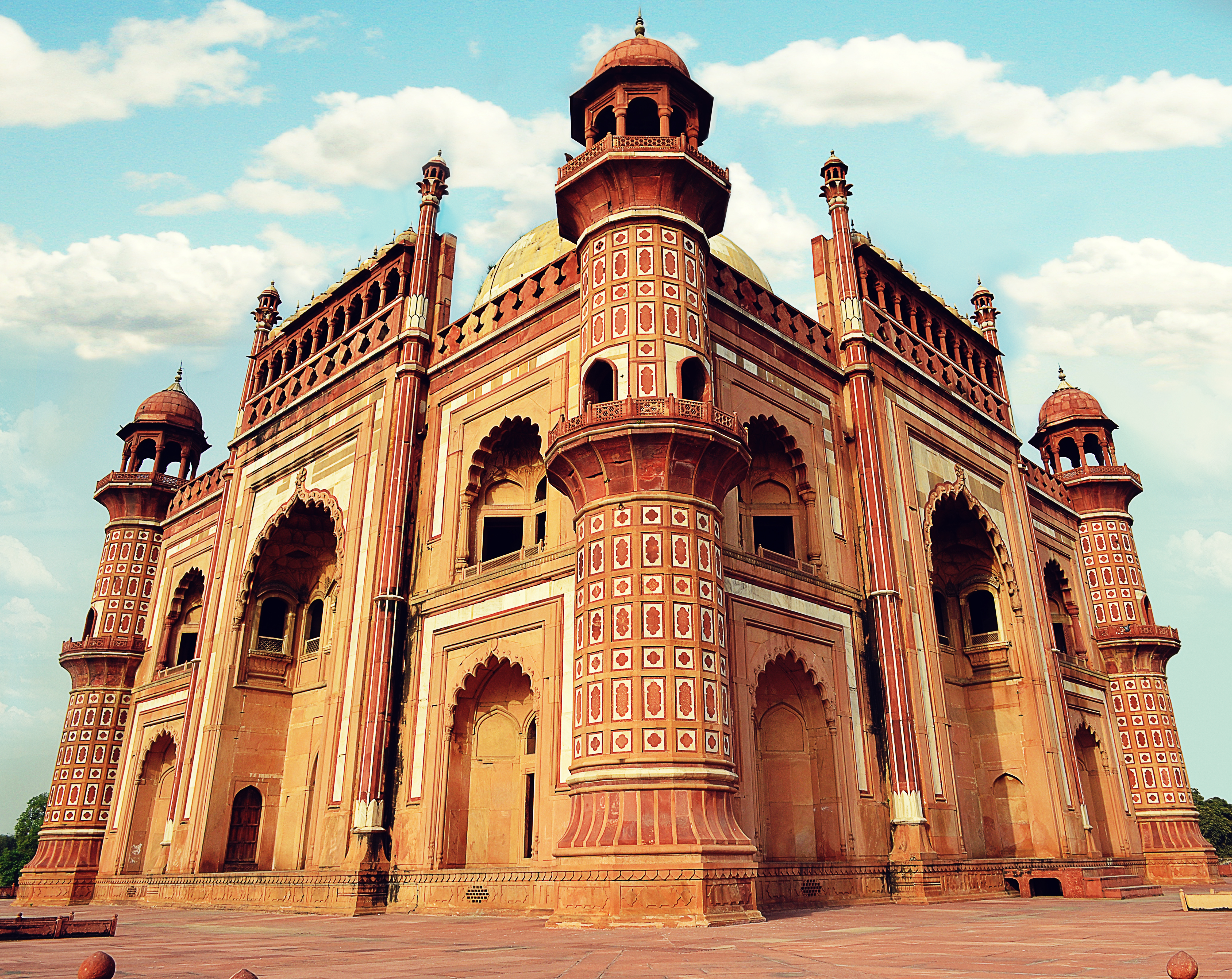
Isometrisch aanzicht
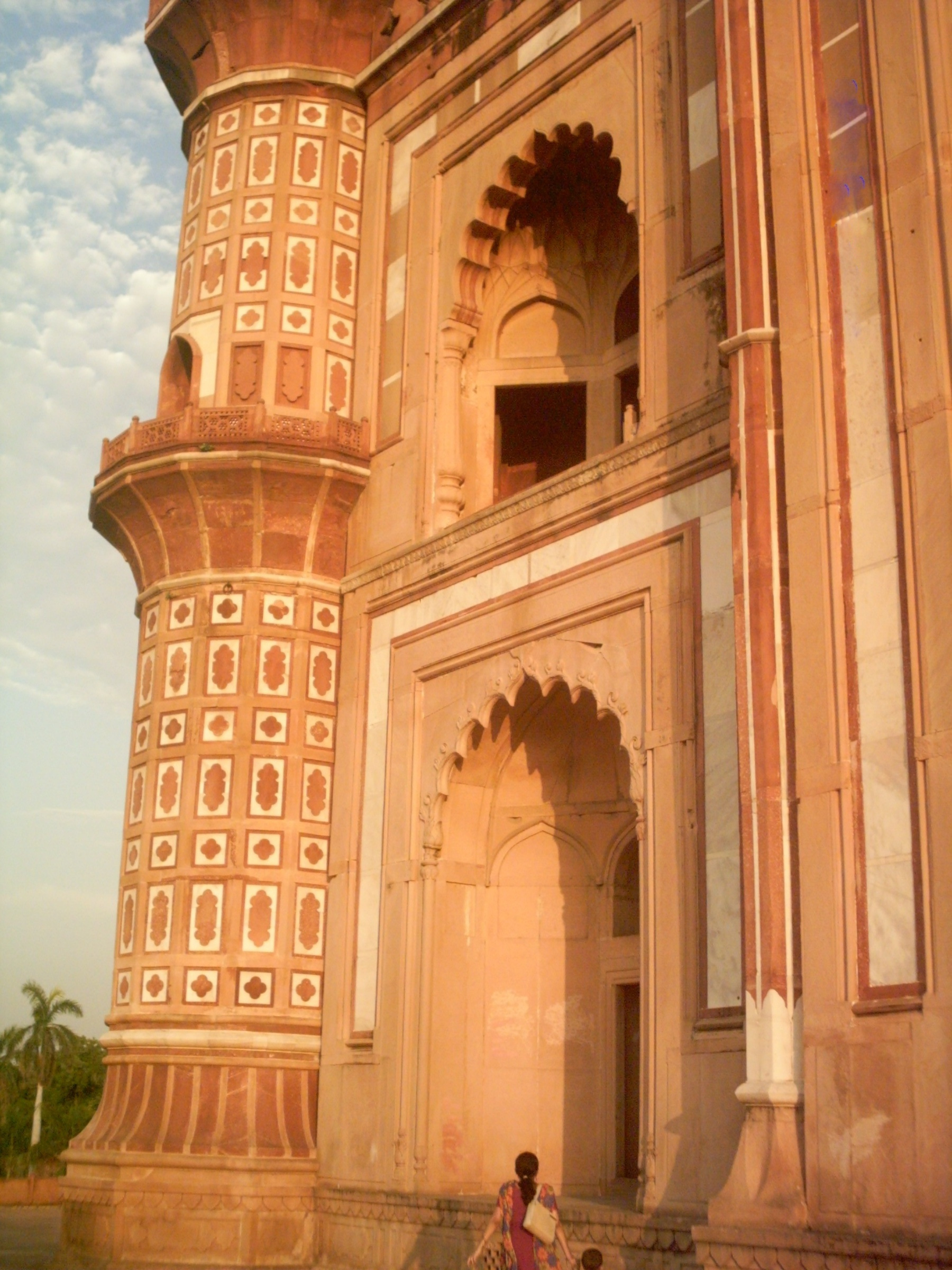
Minaret
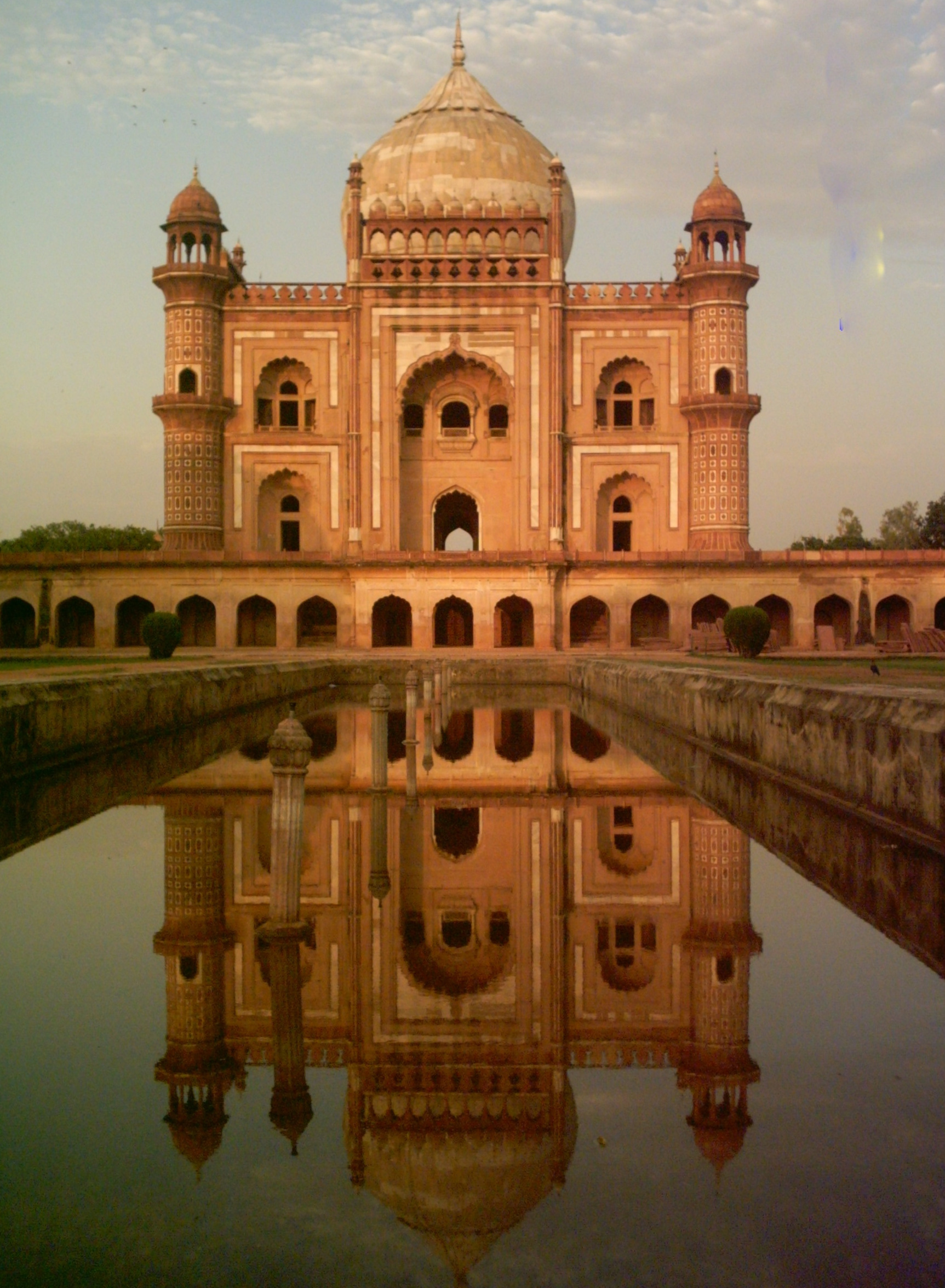
Reflectie in het water
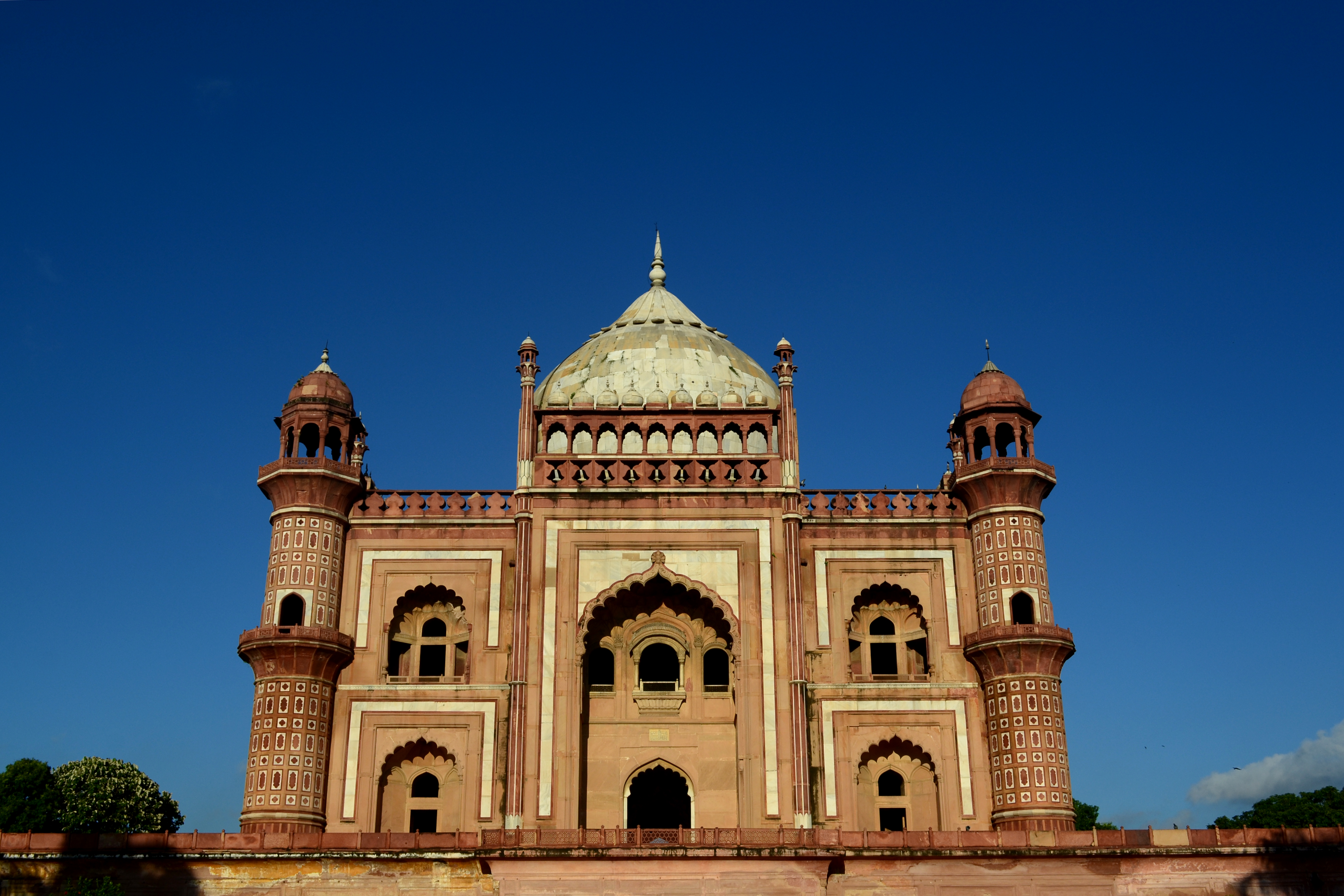
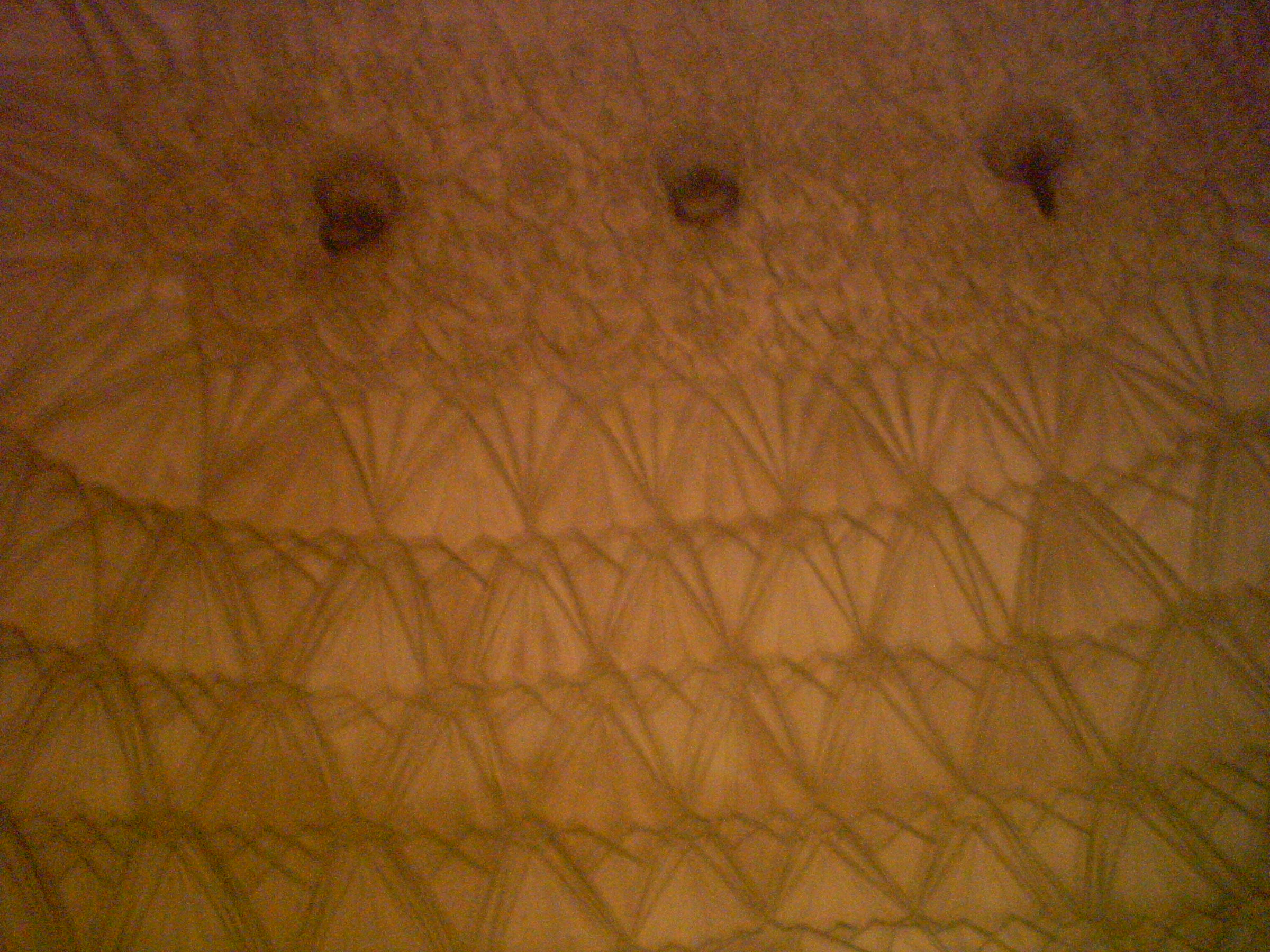
Dak van binnen gezien
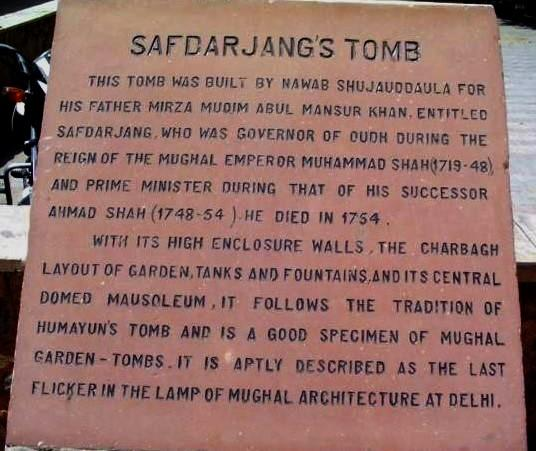
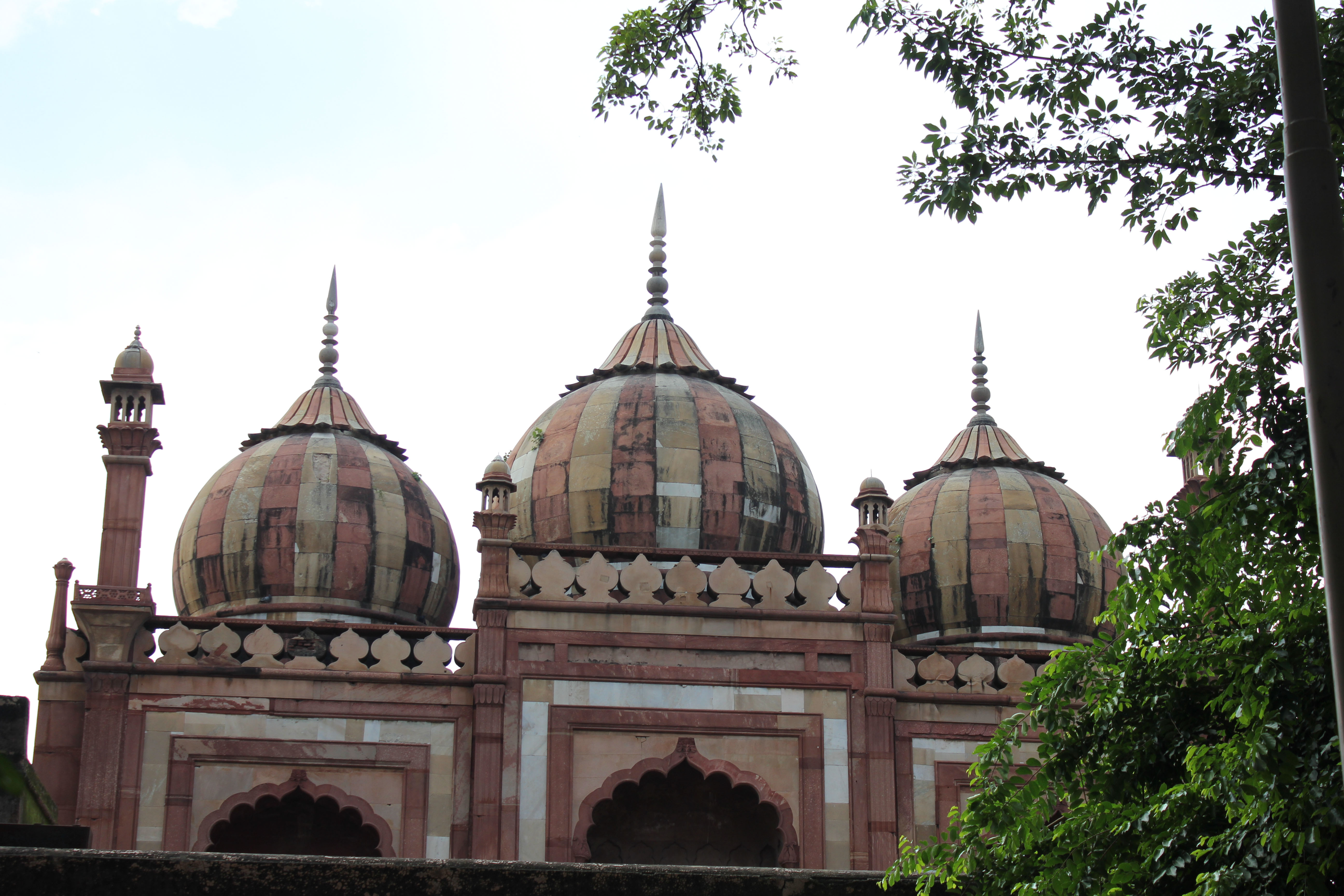
Moskee met drie koepels in het complex
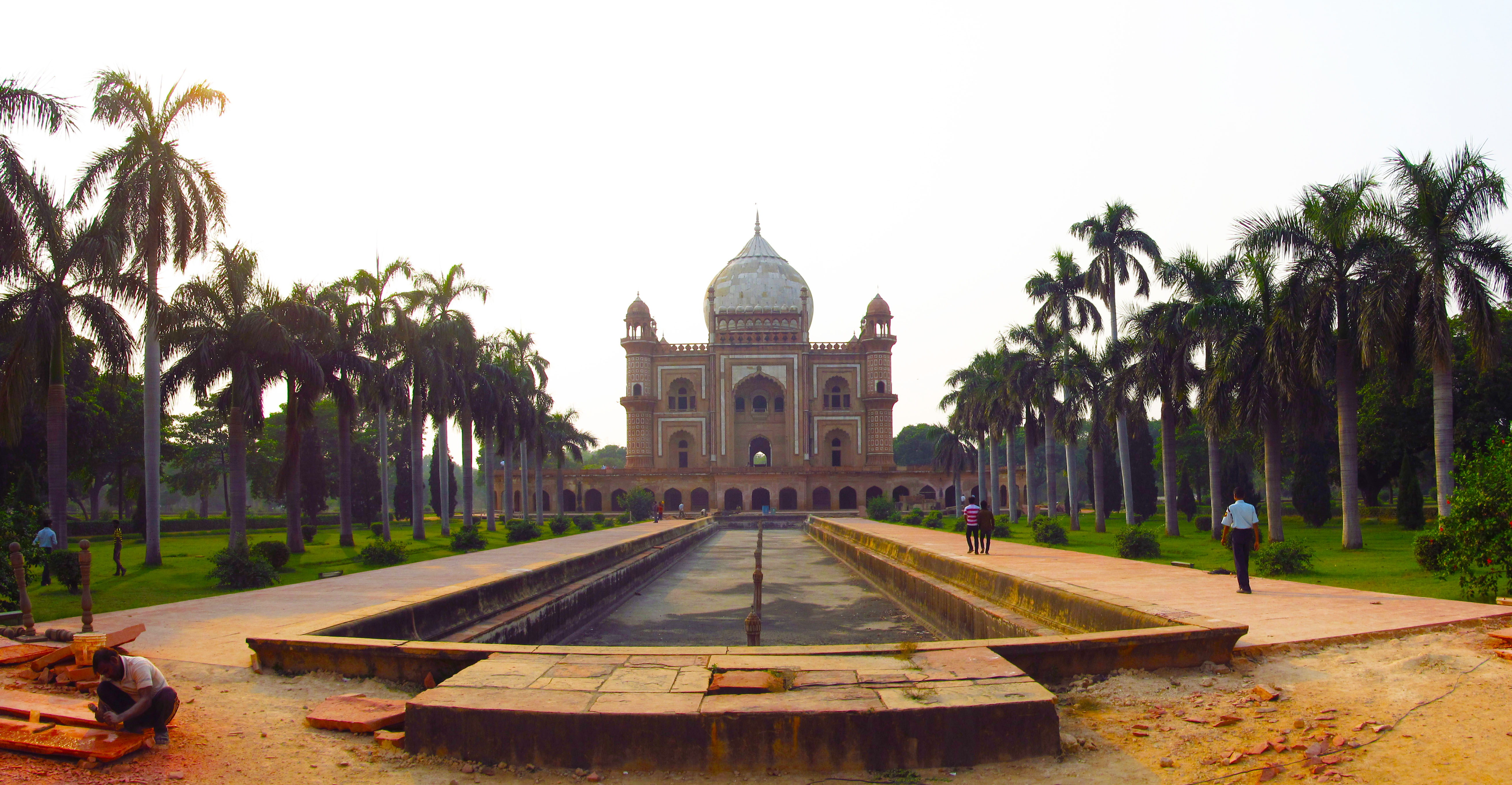
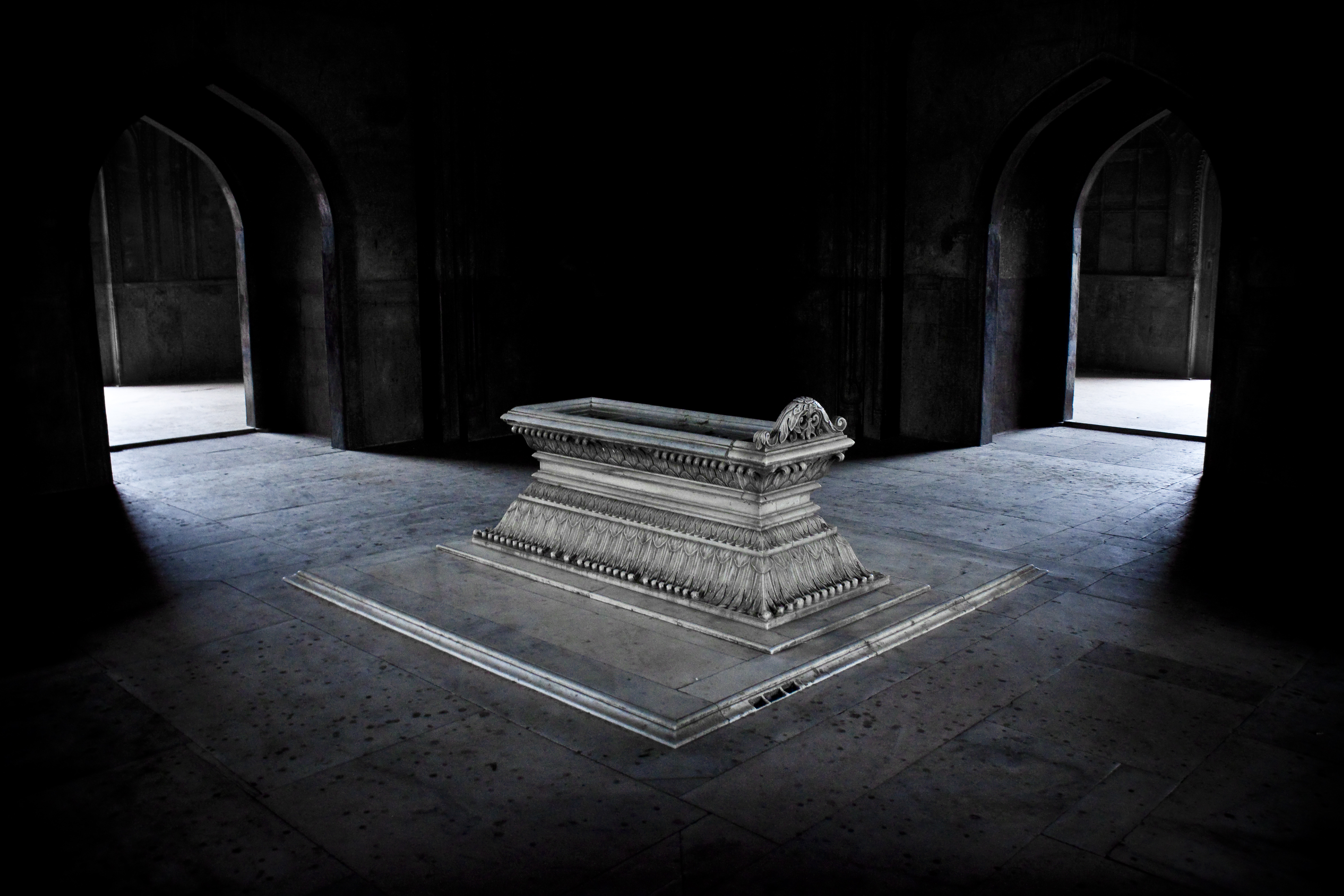
Interieur